# Tybaertiella peniculifera
Tybaertiella peniculifera är en spindelart som beskrevs av Rudy Jocqué 1979. Tybaertiella peniculifera ingår i släktet Tybaertiella och familjen täckvävarspindlar. Inga underarter finns listade i Catalogue of Life.